# Orlová
Orlová (in polacco: Orłowa, in tedesco: Orlau) è una città del Distretto di Karviná nella Regione di Moravia-Slesia, nel nord-est della Repubblica Ceca.